# 91-es villamos (Budapest)
A budapesti 91-es jelzésű villamos a Marx tér és MÁV Landler Jenő Üzem között közlekedett. A járatot a Fővárosi Villamosvasút üzemeltette.

## Története
A Budapest-Újpest-Rákospalota Villamos Közúti Vasút Rt. (BURV) 1907-ben indította el a Nyugati pályaudvar és a MÁV istvántelki főműhelye között közlekedő C jelzésű járatát, ami 1939. június 12-én a 91-es jelzést kapta. 1943. június 2-ától újpesti körforgalmi útvonalát (Ősz utca – Nagyvárad utca – Klára utca – Temesvár utca – Rózsa utca – Ősz utca) az ellenkező irányban járta be, ezt az Ősz utcai vágánykereszteződés átépítése tette lehetővé. 1944 októberében még közlekedett.
1945. április 9-én újraindult az Újpest kocsiszín és az Istvántelki Főműhely között, kizárólag a reggeli és a délutáni csúcsidőszakban. Június 16-ától ismét teljes vonalon járt, majd kerek egy év múlva elindult az Istvántelki Főmühely (rövid „ü”-vel írták a végállomás nevét) és az Újpest kocsiszín között a 91A jelzésű éjszakai járata. 1955. október 16-án a 91-es villamos jelzését 14-esre módosították.